# Myステーション
『myステーション』（マイステーション）は、1992年3月30日から1999年4月2日までに北海道テレビで放送された平日夕方のローカルワイドニュース番組である。

## 概要
平日 17:55から19:00まで放送。
HTBでは1990年4月2日より夕方のローカルニュースワイドとして「ニュースウェーブ」を放送してきたが、札幌テレビ（STV）の「どさんこワイド120（現：どさんこワイド179）」などとの競争に敗れ2年で終了した。
そこで従来、全国ニュースとローカルニュースを独立した番組として放送していたのを改め、全国ニュースである「ANN STATION EYE→ステーションEYE ANN」（後に「ANNスーパーJチャンネル」18時台）を内包し放送時間を17時55分からの65分間に拡大。タイトルもキー局であるテレビ朝日の番組タイトルで多く使用されるステーション（「ニュースステーション」など）を取って命名された。
メインキャスターには当時入社4年目の牧野（現：竹内）利美を抜擢。「ニュースロータリー」でもメインを務めた小野塚勝を夕方に復帰させた。
エンディングテーマ曲のタイトルは「街はすべてを」。女性が歌っていたが、歌手名は伏せられていた。

## キャスター
- 沢橋由美→牧野（現：竹内）利美→松田亜紀子
- 伊原誠一→戸島龍太郎[2]→佐藤良諭
- 小野塚勝（解説委員）
- おびなた徳子[3]